# Кубок Чехії з футболу 2007—2008
Кубок Чехії з футболу 2007–2008 — 15-й розіграш кубкового футбольного турніру в Чехії. Титул втретє поспіль здобула Спарта.

## Календар
| Раунд            | Дата                          | Матчі | Клуби     |
| ---------------- | ----------------------------- | ----- | --------- |
| Попередній раунд | 22 липня 2007                 | 17    | 129 → 112 |
| Перший раунд     | 29 липня 2007                 | 48    | 112 → 64  |
| Другий раунд     | 5 вересня 2007                | 32    | 64 → 32   |
| 1/16 фіналу      | 26 вересня - 11 жовтня 2007   | 16    | 32 → 16   |
| 1/8 фіналу       | 10 жовтня - 17 листопада 2007 | 8     | 16 → 8    |
| 1/4 фіналу       | 9-16 квітня 2008              | 8     | 8 → 4     |
| 1/2 фіналу       | 30 квітня - 7 травня 2008     | 4     | 4 → 2     |
| Фінал            | 13 травня 2008                | 1     | 2 → 1     |

## 1/16 фіналу
| Команда 1             | Рахунок      | Команда 2                  |
| --------------------- | ------------ | -------------------------- |
| 26 вересня 2007       |              |                            |
| Фотбал (Тржинець) (2) | 0:0 пен. 5:4 | Словацко (2)               |
| Богеміанс (Прага) (2) | 1:0          | Градець-Кралове (2)        |
| Бржецлав (3)          | 0:1          | Богеміанс 1905             |
| Хомутов (4)           | 0:0 пен. 5:4 | СІАД Мост                  |
| Фрідек-Містек (3)     | 2:1          | Карвіна (3)                |
| ГФК Оломоуць (2)      | 2:1          | Тепліце                    |
| Їскра (Тршебонь) (4)  | 0:2          | Яблонець                   |
| Сокол (Коніце) (4)    | 1:3          | Фотбал (Фульнек) (2)       |
| Маріла (Пржибрам) (2) | 0:1          | Вікторія (Пльзень)         |
| Наход-Дештне (3)      | 1:4          | Вікторія Жижков            |
| Їскра (Римаржов) (4)  | 0:4          | Слован (Ліберець)          |
| Уніон Хеб 2001 (3)    | 0:1          | Динамо (Чеські Будейовиці) |
| Височина (Їглава) (2) | 0:2          | Брно                       |
| 27 вересня 2007       |              |                            |
| Дукла (Прага) (2)     | 1:2          | Спарта                     |
| Колін (3)             | 0:4          | Млада Болеслав             |
| 11 жовтня 2007        |              |                            |
| Лішень (4)            | 4:3          | Славія                     |

## 1/8 фіналу
| Команда 1                  | Рахунок      | Команда 2          |
| -------------------------- | ------------ | ------------------ |
| 10 жовтня 2007             |              |                    |
| Хомутов (4)                | 0:3          | ГФК Оломоуць (2)   |
| Фрідек-Містек (3)          | 1:2          | Яблонець           |
| Фотбал (Фульнек) (2)       | 1:1 пен. 3:4 | Слован (Ліберець)  |
| 16 жовтня 2007             |              |                    |
| Фотбал (Тржинець) (2)      | 2:1          | Млада Болеслав     |
| 31 жовтня 2007             |              |                    |
| Богеміанс (Прага) (2)      | 2:0          | Вікторія (Пльзень) |
| Динамо (Чеські Будейовиці) | 0:2          | Брно               |
| Спарта                     | 2:0          | Богеміанс 1905     |
| 17 листопада 2007          |              |                    |
| Лішень (4)                 | 0:1          | Вікторія Жижков    |

## 1/4 фіналу
| Команда 1             | Заг.    | Команда 2             | 1-й матч | 2-й матч |
| --------------------- | ------- | --------------------- | -------- | -------- |
| 9/16 квітня 2008      |         |                       |          |          |
| Яблонець              | 1:5     | Брно                  | 0:3      | 1:2      |
| Вікторія Жижков       | 1:1 (ч) | Богеміанс (Прага) (2) | 1:1      | 0:0      |
| Фотбал (Тржинець) (2) | 3:5     | Слован (Ліберець)     | 1:3      | 2:2      |
| ГФК Оломоуць (2)      | 2:5     | Спарта                | 1:2      | 1:3      |

## 1/2 фіналу
| Команда 1               | Заг. | Команда 2         | 1-й матч | 2-й матч |
| ----------------------- | ---- | ----------------- | -------- | -------- |
| 30 квітня/7 травня 2008 |      |                   |          |          |
| Богеміанс (Прага) (2)   | 0:2  | Спарта            | 0:1      | 0:1      |
| 1/7 травня 2008         |      |                   |          |          |
| Брно                    | 3:4  | Слован (Ліберець) | 2:2      | 1:2      |

## Фінал
| 13 травня 2008 18:00 (EEST) |

| Слован | 0:0      | Спарта |
| ------ | -------- | ------ |
|        | Протокол |        |

| Стадіон Евжена Рошицького, Прага Глядачів: 2 865 Арбітр: Радек Пржигода |

|                                                 |     | Пенальті                                             |  |
| Радзінявічюс · Голеняк · Керич · Білек · Дочкал | 3:4 | Матушович · Кладрубський · Горват · Коларж · Кадлець |  |